# Климята (новгородец)
Климя́та, Климя́нт (др.-рус. КЛИМѦТА, КЛИМѦНТЪ; конец XII — начало XIII века) — крупный новгородский купец, землевладелец и ростовщик, о котором мы знаем благодаря его сохранившемуся завещанию и возможному упоминанию в трёх берестяных грамотах.

## Биография
Климята был крупным новгородским предпринимателем конца XII — начала XIII века, членом «купеческого ста» (объединения крупных новгородских предпринимателей). Основным бизнесом Климяты были бортничество и скотоводство, а также ростовщичество — он давал в долг «поральское серебро», за что брал с должника проценты, которые именовались «накладом». К концу жизни Климяте принадлежали четыре села с огородами. Дабы упорядочить свои финансовые дела после смерти, Климята составил духовную (завещание), в которой он детально перечислил своих должников (более 10 человек) и кредиторов — неких Данилу и Воѣна. Климята завещал кредиторам по селу, по жеребцу и некоторое иное имущество, а всё оставшееся после выплаты долгов — новгородскому Юрьеву монастырю: «даю святому Гергью и игумену Варламу и всея братьѣ что възялъ есмь 20 гривнъ серебра на свои рукы святаго Гергья, было же бы ми чимъ заплати». Некоторые исследователи полагают, что завещание всего своего имущества монастырю могло означать, что монастырь был кредитором Климяты, другие — что это была распространённая практика в тот период.
Своей жене (имя в тексте не называется) Климята завещал уйти в монахини («пострижеться въ чернице») и в этом случае монастырь должен был предоставить вдове дом в городе («дворъ горадскыи») и содержание («выдаите еи четверть отъ не будетъ голодна»); если же жена не захочет уйти в монахини, также выдать ей содержание, но меньшего размера («нѣчто мѣншее дадите еи»).
Некоторые исследователи отождествляют купца Климяту и упоминающегося в трёх берестяных грамотах (№ 725, 531, 671) влиятельного человека с тем же именем, возможного защитника в решении юридических проблем и споров. Все грамоты найдены в различных усадьбах Троицкого раскопа и относятся примерно к тому же периоду, когда жил составитель духовной грамоты, то есть между 1180 и 1220 годами.

## Имя
Имя «Климята» является уменьшительным от имени «Климент». Словообразование для этой цели при помощи окончания -ята было очень распространено в Древней Руси: Климент — Климята, Гюргий — Гюрята, Жирослав — Жирята, Петр — Петрята, Воислав или Воигость — Воята и так далее.

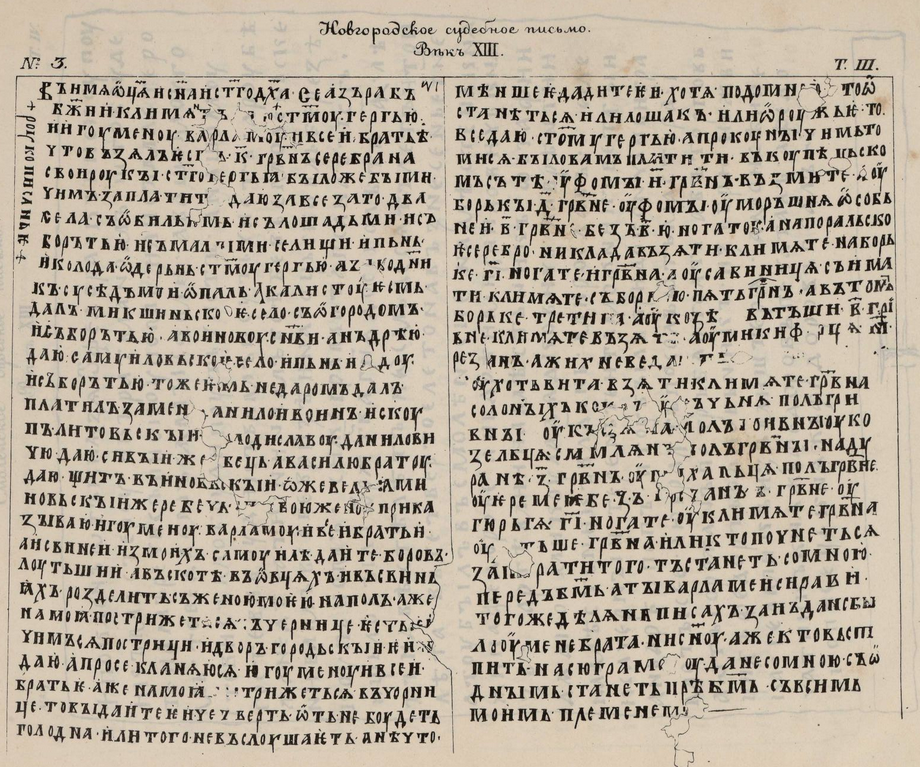
Духовная Климяты

## Исторические материалы

### Духовная
Грамота представляет собой написанный на пергаменте текст, в котором содержится духовная (завещание) человека, который именуется в тексте «Климянтъ» (1 раз) или «Климята» (4 раза). В верхней части левого края грамоты написано (вероятно, ранее основного текста): «†РѸКОПНСАНЬѤ†». Грамота происходит из собрания древностей графа Алексея Уварова (о чём на рукописи есть соответствующие пометки), в настоящий момент находится в собрании Государственного исторического музея в Москве.

### Берестяные грамоты
Грамота № 671, которая датируется 1180—1200 годами (с вероятным смещением назад), представляет собой реестр лукошек мёда, которые были переданы девятью людьми, возможно для организации братчины (то есть праздничного пира в складчину). Согласно современным исследования, все эти люди — владельцы усадеб у пересечения новгородских Пробойной и Черницыной улиц: Фома, Климята, Торка, Борис, Тверьша, Степан, поп, Чермен, Сбыслав.

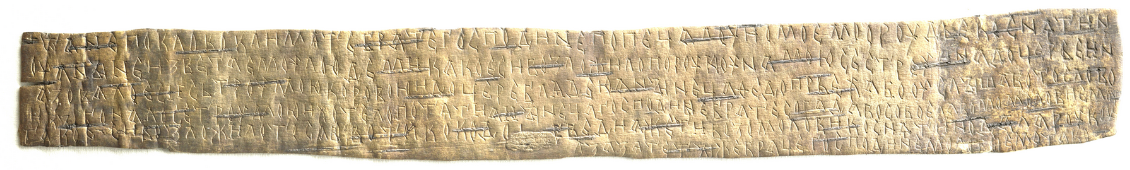
Берестяная грамота № 531 — письмо Анны к Климяте

Грамота № 725 датируется теми же 1180—1200 годами (с вероятным смещением вперёд). В ней некто Ремша обращался к Климяте и Павлу с просьбой о заступничестве перед архиепископом: «скажите архиепископу о моей обиде и о том, как я был бит и закован в кандалы».
Грамота № 531 — самая длинная из найденных. Она датируется 1200—1220 годами (с вероятным смещением вперёд). В ней автор записки — сестра Климяты Анна просит его заступничества в деле о выплате некоего долга. Что точно стоит за этой историей, не очень понятно. По одной версии, пока муж Анны Фёдор был в отъезде, некий Коснятин потребовал от Анны и её дочери заплатить долг зятя Анны, поскольку они за него поручились. Анна и её дочь это отрицали, но Коснятин угрозами заставил дочь Анны, имя которой не называется, при свидетелях выплатить деньги. По другой версии, в отсутствие мужа дочь Анны ссужала в рост деньги, порученные семье Коснятином. Один из должников отказался платить, отрицая сам факт займа. Узнав об этом, Коснятин потребовал от Анны возврата денег, что женщины после угроз Коснятина и сделали. Некоторые исследователи трактуют грамоту иным образом: что дочь Анны давала в рост деньги Коснятина, но доход с этого присваивала себе, а Коснятин полагает, что доход должен принадлежать ему. При этом Коснятин именует Анну и её дочь (или, может быть, только Анну) «курвой» и «блядью». Вернувшийся муж Анны Фёдор, узнав о выплате той денег Коснятину (или о факте «блядства» Анны), пришёл в ярость и выгнал её из дома. В грамоте Анна обращалась к брату с просьбой о заступничестве перед мужем (или перед Коснятином, это не очень ясно). Письмо очень путаное, что может говорить о сильном душевном волнении Анны в момент его написания. В нём содержится большое количество орфографических ошибок, часть которых была исправлена автором в процессе письма.